# Karangsari (Cikelet)
Karangsari is een bestuurslaag in het regentschap Garut van de provincie West-Java, Indonesië. Karangsari telt 3279 inwoners (volkstelling 2010).